# Elisa Triani
Elisa Triani (Pesaro, 18 marzo 1976) è una giornalista, conduttrice televisiva ed ex showgirl italiana.

## Biografia
Subito dopo la nascita si trasferisce con la famiglia a Novafeltria, una cittadina allora in provincia di Pesaro (dal 16 agosto 2009 si trova in provincia di Rimini). Ha conseguito la maturità scientifica e ha ottenuto il diploma di danza classica con metodo Royal Academy of Dancing; a vent'anni ha iniziato a insegnare danza in due scuole, a Novafeltria e a Rimini. Ma nello stesso anno, il 1996, esordisce in televisione, venendo eletta Miss nel programma di Canale 5 Miss & Mister '96, e prosegue sulla stessa rete con il programma Passaparola, del quale è una letterina delle prime due edizioni. Esordisce anche al cinema nel 1999, recitando nel film E allora mambo!, e in televisione prende parte al programma Il grande bluff. Nell'estate del 2000 conduce insieme a Gerry Scotti Bellissima d'Italia, su Canale 5, e nella stagione successiva partecipa alla conduzione di Pressing Champions League, su Italia 1. Nel 2001 posa per il calendario sexy di Max.
Nel 2004 è nel cast di La Corrida, su Canale 5. Nella stagione 2005-2006 affianca Mino Taveri nella conduzione del programma sportivo della domenica pomeriggio in onda su Italia 1, Domenica Stadio. Nel 2007 partecipa come attrice alla sit-com Il mammo. Nell'ottobre 2008 inizia il praticantato giornalistico a Mediaset, presso la testata Videonews, lavorando alla trasmissione Mattino Cinque. Nel 2009 diviene inviata, all'interno di Pomeriggio Cinque, dello spazio dedicato alla quarta edizione del reality La fattoria. Dal 2011 è iscritta all'albo dei giornalisti professionisti dell'Ordine dei Giornalisti della Lombardia. Lavora poi come giornalista nella redazione di Studio Aperto, testata giornalistica di Italia 1, conducendo a turno con altre colleghe l'edizione delle 12.30 e delle 18.30, o come inviata dalla redazione di Milano.

## Vita privata
È mamma di due figli avuti da Gabriele Cima, originario del suo paese e ritrovato nel 2009 grazie a Facebook. Si sono sposati nel settembre 2013.

## Televisione
- Miss e Mister '96 (Canale 5, 1996)
- Passaparola (Canale 5, 1999-2000)
- Il grande bluff (Canale 5, 1999)
- Bellissima d'Italia (Canale 5, 2000)
- Pressing Champions League (Rete 4, 2000-2002)
- La Corrida (Canale 5, 2004-2005)
- Domenica Stadio (Italia 1, 2005-2006)
- Il mammo (Canale 5, 2007)
- Mattino Cinque (Canale 5, 2008-2009)
- Pomeriggio Cinque (Canale 5, 2009)
- Studio Aperto (Italia 1, dal 2010)
- TG4 Medicina (Rete 4, dal 2023)